# Athamanta cortiana
Athamanta cortiana là một loài thực vật có hoa trong họ Hoa tán. Loài này được Ferrarini mô tả khoa học đầu tiên năm 1965.